# Gråtofsad tangara
Gråtofsad tangara (Lophospingus griseocristatus) är en fågel i familjen tangaror inom ordningen tättingar.

## Utseende
Gråtofsad tangara är en liten finkliknande tangara. Fjäderdräkten är enfärgat grå, med en tydlig rest huvudtofs. Ungfågeln är lik ung och hona svarttofsad tangara, men ögonbrynsstrecket är mycket smalare.

## Utbredning och systematik
Fågeln förekommer i torra trakter i Anderna i sydöstra Bolivia och nordvästra Argentina (Jujuy och Salta). Den behandlas som monotypisk, det vill säga att den inte delas in i några underarter.

### Familjetillhörighet
Liksom andra finkliknande tangaror placerades denna art tidigare i familjen Emberizidae. Genetiska studier visar dock att den är en del av tangarorna.

## Levnadssätt
Gråtofsad tangara hittas i torra dalar där den föredrar öppna törnbuskmarker, framför allt med inslag av kaktusar. Fågeln är mestadels marklevande.

## Status
Arten har ett stort utbredningsområde och beståndet anses vara stabilt. Internationella naturvårdsunionen IUCN listar den därför som livskraftig (LC).